# Mesosemia ulricella
Mesosemia ulricella är en fjärilsart som beskrevs av Herbst 1798. Mesosemia ulricella ingår i släktet Mesosemia och familjen Riodinidae. Inga underarter finns listade i Catalogue of Life.